# STS-58
是历史上第五十七次航天飞机任务，也是哥倫比亞號太空梭的第十五次太空飞行。

## 任务成员
- 约翰·布拉哈（John E. Blaha，曾执行、以及任务），指令长
- 理查德·希尔佛斯（Richard A. Searfoss，曾执行、以及任务），飞行员
- 里娅·塞顿（M. Rhea Seddon，曾执行、以及任务），任务专家
- 威廉·麦克阿瑟（William S. McArthur，曾执行、以及任务），任务专家
- 大卫·沃尔夫（David Wolf，曾执行、以及任务），任务专家
- 珊农·露茜德（Shannon W. Lucid，曾执行、以及任务），任务专家
- 马丁·菲特曼（Martin Fettman，曾执行任务），有效载荷专家